# Ramondinae
Ramondinae je podtribus gesnerijevki iz tribusa Trichosporeae, dio potporodice Didymocarpoideae. Sastoji se od dva roda sa ukupno 5 europskih vrsta zeljastih trajnica.
Monotipični rod Jankaea sinonim je za Ramonda. Njegova vrsta raste u Grčkoj gdje je zaštićena.

## Rodovi
1. Haberlea Friv. (1 sp.)
2. Ramonda Rich. (4 spp.)